# Casa l'Habanero
La casa l'Habanero és un edifici a la vila d'Horta de Sant Joan (Terra Alta) inclòs a l'Inventari del Patrimoni Arquitectònic de Catalunya. Forma part del conjunt de cases restaurades de la plaça de l'església. Reformada i rehabilitada als voltants del 1980. Construcció de planta gairebé rectangular entre mitgeres, amb una estructura de tres crugies transversals arquejades, a base de carreus ben escairats de pedra. La primera de les tres plantes presenta porxo obert i comú amb les cases veïnes, amb arcades de mig punt bisellades sobre pilars de secció octogonal irregular i basament cúbic, l'un, i de secció rectangular amb mènsula cegada l'altre. El sostre és d'entramat de fusta i maó. La façana frontal és de carreus. Presenta dues finestres al primer pis, amb balcó i arcuació bífora apuntada, lobulacions i guardapols. La del segon pis és bífora amb capitells d'ornaments vegetals, columna de fust llis, base i plint senzills. Totes dues plantes es troben restaurades. El ràfec de la coberta és fet amb maó tot definint línies de ziga-zaga i dents de serra. La façana lateral és d'obra moderna.